# Jacques Legrand (universitaire)
Pour les articles homonymes, voir Jacques Legrand et Legrand.
 (avril 2025).
Si vous disposez d'ouvrages ou d'articles de référence ou si vous connaissez des sites web de qualité traitant du thème abordé ici, merci de compléter l'article en donnant les références utiles à sa vérifiabilité et en les liant à la section « Notes et références ».
Jacques Legrand, né le 29 juin 1946 à Rennes (Ille-et-Vilaine), est un mongoliste français, professeur de langue et littérature mongoles à l'Institut national des langues et civilisations orientales depuis 1989 (vacataire puis chargé de cours de 1971 à 1977, maître-assistant puis maître de conférences de 1977 à 1989).
Il a été président de l'Inalco de mars 2005 à mars 2013.

## Biographie et travaux
Jacques Legrand a lié toute sa vie professionnelle à l'étude de la Mongolie, de sa langue et de sa culture. Étudiant de chinois (diplômé en 1969) et de russe à l'École nationale des langues orientales vivantes (aujourd'hui Inalco), il est recruté comme collaborateur de 1967 à 1968 du premier ambassadeur de France en Mongolie ; son retour en France suit de peu la création des enseignements de langue mongole à l'École des langues orientales, auxquels il est associé dès 1970 (diplôme de mongol obtenu en 1972) et où il exerce depuis cette date. 
Travail d'enseignement et recherches sur l'histoire des Mongols, linguistique puis anthropologie du pastoralisme se répondent et aboutissent à de nombreuses publications ainsi qu'à la création, sous les auspices de l'UNESCO, de l'Institut international d'études des civilisations nomades (à Ulaanbaatar), dont il assure la présidence scientifique.

## Publications
Ouvrages liés à la Mongolie
- Le Choix mongol : de la féodalité au socialisme, Éditions sociales (1975), épuisé
- L'Administration dans la domination sino-mandchoue en Mongolie Qalq-a, (version mongole du Lifan-yuan zeli 理藩院), Mémoires de l'Institut des hautes études chinoises, vol. II, Collège de France (1976)  (ISBN 2857570023)
- La Mongolie (1976, coll. « Que sais-je ? » no 1663), épuisé
- Vents d'herbe et de feutre. Écrits et dits de Mongolie, Findakly (1993)  (ISBN 2868050239)
- Parlons mongol, L'Harmattan (1997)  (ISBN 2738456073)

### Dictionnaires
- Avec Tsegmidijn Sükhbaatar, Dictionnaire mongol-français, L'Asiathèque (1992)  (ISBN 2911053966)
- Avec Jadwiga Karkucińska-Legrand, Dictionnaire français-mongol, Monsudar, Ulaanbaatar (2007)  (ISBN 99929-0-333-3)
- Avec Jadwiga Karkucińska-Legrand, Dictionnaire français-mongol, L'Asiathèque (2014)  (ISBN 978-2-36057-048-5)

### Autres
Il a en outre collaboré à de nombreux volumes, tant de recherche que de vulgarisation, ainsi qu'au film Urga, de Nikita Mikhalkov (1991).